# 中通村 (新潟県南蒲原郡)
中通村（なかどおりむら）は、かつて新潟県南蒲原郡にあった村。

## 沿革
- 1889年（明治22年）4月1日 - 町村制施行に伴い南蒲原郡品之木村、大保村、高畑村、杉ノ森村、横山村、四枚橋村、関根村、島田村、長呂村、並木新田、宮内村、狐興野が合併し、中通村が発足。
- 1901年（明治34年）11月1日 - 南蒲原郡中之島村、神通村、中野村、中条村、信条村、西所村、三沼村と合併し、中之島村を新設して消滅。